# Jakub Baradeusz
Jakub Baradeusz, właśc. Jakub bar Teofil Burdean (ur. ok. 500, zm. 30 lipca 578) – biskup tytularny Edessy, misjonarz monofizycki, założyciel i organizator Syryjskiego Kościoła Ortodoksyjnego

## Życiorys
Jakub bar Teofil urodził się w Tall Mawzalt, gdzie jego ojciec Teofil bar Manu był proboszczem miejscowej parafii. W celu zdobycia gruntownego wykształcenia teologicznego wstąpił do klasztoru Pesilta. Jego nauczycielem w monasterze został patriarcha Sewerus, wygnany z Antiochii za sprzyjanie monofizytyzmowi.
Po śmierci Sewerusa w 538 roku Jakub udał się do Konstantynopola na dwór cesarzowej bizantyjskiej Teodory. Dzięki niej otrzymał ochronę przed prześladowaniami ze strony biskupów Kościoła chalcedońskiego i wsparcie dla prowadzonej działalności misyjnej. W 541 roku w Konstantynopolu otrzymał od koptyjskiego patriarchy Aleksandrii Teodozjusza święcenia biskupie z siedzibą tytularną w Edessie.
Posiadając nadane mu przez zwierzchnika Kościoła koptyjskiego uprawnienia równe metropolicie wędrował po Syrii w przebraniu żebraka. Własnym wysiłkiem stworzył organizację Kościoła przedchalcedońskiego na Bliskim Wschodzie zwanego od jego imienia popularnie Kościołem jakobickim. Konsekrował 27 biskupów oraz kilka tysięcy księży i diakonów.
Informacje o życiu Jakuba Baradeusza zostały zebrane w dwóch dokumentach autorstwa Jana Efeskiego, którego Jakub ustanowił biskupem Efezu Syryjskiego Kościoła Prawosławnego.